# Lichnanthe lupina
Lichnanthe lupina is een keversoort uit de familie Glaphyridae. De wetenschappelijke naam van de soort is voor het eerst geldig gepubliceerd in 1856 door Leconte.